# Гуслев, Георгий Данилович
Гео́ргий Дани́лович Гу́слев (2 мая 1916, Симбирск — 20 апреля 1981, Ленинград) — воздушный стрелок-радист, участник Советско-финляндской и Великой Отечественной войн, Герой Советского Союза.

## Биография
Родился в семье рабочего, русский. Окончил 8 классов и школу ФЗУ, работал мастером в железнодорожном депо.
В РККА с 1937 года, окончил школу младших авиационных специалистов в 1938 году.
Воздушный стрелок-радист 31-го скоростного бомбардировочного авиационного полка (16-я скоростная бомбардировочная авиационная бригада, Северо-Западный фронт), кандидат в члены КПСС старшина Гуслев Г. Д. совершил 4 боевых вылета, участвовал в 2 воздушных боях, уничтожил 4 самолёта противника.

### Бой у станции Сямяля
17 февраля (по некоторым данным, 27 января) 1940 года у железнодорожной станции Сямяля (Финляндия) советское авиационное звено получило задание уничтожить железнодорожный узел противника. Среди вылетевших на задание самолётов был бомбардировщик Р-5, в экипаж которого входили: лётчик Н. М. Стольников, штурман И. С. Худяков и стрелок-радист Г. Д. Гуслев. Семь истребителей противника завязали бой с советскими лётчиками, у самолёта Н. М. Стольникова был повреждён двигатель. Будучи ранен, Гуслев продолжал бой и подбил три самолёта противника. Самолёт отбомбился и сумел поразить цель, но на обратном пути пулемёт Гуслева заклинило, Гуслева тяжело ранило вторично, штурмана Худякова ранило в ноги, и экипаж принял решение сесть на территории противника. Стольников посадил машину на лёд озера, оказал помощь раненым. Худяков исправил пулемёт. Экипаж занял круговую оборону от атаковавшего противника. Товарищи по эскадрилье обнаружили место посадки Р-5 и, прикрывая огнём, вывезли экипаж на свой аэродром.
Указом Президиума Верховного Совета СССР от 7 апреля 1940 года за образцовое выполнение боевых заданий командования и проявленные при этом отвагу и геройство старшине Гуслеву Георгию Даниловичу присвоено звание Героя Советского Союза с вручением ордена Ленина и медали «Золотая Звезда» (№ 501). Звание Героя получили и его боевые товарищи.

### Война и послевоенные годы
В 1941—1942 годах Гуслев обучался в Военно-воздушной академии.
С 1942 года участвовал в Великой Отечественной войне. Член ВКП(б) с 1943 года.
В 1945 году майор ВВС Г. Д. Гуслев вышел в запас.
В 1950 году окончил Мичуринский государственный учительский институт.
Жил и работал в Ленинграде.
Похоронен на Северном кладбище Санкт-Петербурга.

Могила Гуслева на Северном кладбище Санкт-Петербурга.

## Награды
Награждён орденом Ленина, орденом Отечественной войны 2 степени и медалями.